# 日本医師連盟
日本医師連盟（にほんいしれんめい、英: Japan Medical Alliance、英略称: JMA）は、日本医師会の掲げる理念と政策を実現するために活動する、政治資金規正法に則り東京都選挙管理委員会に届出がされている政治団体。
公益社団法人たる日本医師会そのものがほぼ運営母体である。また支部である各都道府県医師連盟も公益社団法人たる各都道府県医師会そのものがほぼ運営母体である。

## 構成

### 構成
以下で構成されている。役員はほぼ日本医師会の役員で構成されている。ここ半世紀は「日本医師連盟委員長」は「日本医師会会長」が就任している。
- 委員長
- 副委員長
- 常任執行委員

### 各都道府県医師連盟
日本医師会と同じく各都道府県医師会の役員で構成されている。

## 沿革
1974年から参院選全国区で組織内候補を擁立してきた。
1977年には福島茂夫が日医史上最高の127万票を獲得。その後も80万票程度を集めて2議席を維持し、非拘束名簿式が導入された2001年以降も一定の集票力を示した。
しかし、2007年参院選で支援した候補者が落選。2010年参院選では日本医師会が自由民主党から民主党支持に動いた際に下部組織の分裂を招いたことで、組織内候補が自民、民主、みんなの党の3政党に分かれて3人とも落選し、参議院全国区において1974年以来初めて組織内議員を失った。2012年11月、義家弘介の辞職により武見敬三が繰り上げ当選となり、再び組織内議員を持った。2012年、親自民の横倉義武が医師会会長に当選した事により、2013年参院選では組織内候補を再び自民党に一本化した。

## 関連議員
氏名太字は現職国会議員。
- 丸茂重貞 - 内科医、元・参議院議員。第6回参議院議員通常選挙（1962年）で当選し4期
- 福島茂夫 - 内科医、元・参議院議員。第11回参議院議員通常選挙（1977年）で当選し1期
- 大浜方栄 - 外科医、元・参議院議員。第13回参議院議員通常選挙（1983年）で当選し2期
- 宮崎秀樹 - 外科医、元・参議院議員。第14回参議院議員通常選挙（1986年）で当選し3期
- 武見敬三 - 元・参議院議員。第17回参議院議員通常選挙（1995年）で当選し5期
- 西島英利 - 精神科医、元・参議院議員。第20回参議院議員通常選挙（2004年）で当選。第22回参議院議員通常選挙（2010年）は自民党の組織内候補として立候補するも落選し1期
- 自見庄三郎 - 内科医、元・参議院議員。第21回参議院議員通常選挙（2007年）で推薦候補に立候補し、武見に敗れたものの一部県連の推薦を受けた。国民新党より立候補し1期。
- 清水鴻一郎 - 脳神経外科医、元・衆議院議員。第22回参議院議員通常選挙（2010年）でみんなの党の組織内候補として立候補するも落選。その後日本維新の会へ移籍し第46回衆議院議員総選挙（2012年）で落選するも繰り上げ当選し1期
- 安藤高夫 - 内科医、衆議院議員。第22回参議院議員通常選挙（2010年）で民主党の組織内候補として立候補するも落選。その後自民党へ移籍し第48回衆議院議員総選挙（2017年）で当選し1期
- 羽生田俊 - 眼科医、日本医師会副会長、元・参議院議員。第23回参議院議員通常選挙（2013年）で当選し2期
- 自見英子 - 小児科医、参議院議員。第24回参議院議員通常選挙（2016年）で当選し2期
- 釜萢敏 - 小児科医、日本医師会副会長、参議院議員。第27回参議院議員通常選挙（2025年）で当選し1期

## 所在地
- 事務局所在地：東京都文京区本駒込2-28-16 日本医師会館内
- 登記簿所在地：東京都文京区本駒込6-12-1 SSかごまち301号室

## その他
架空の“日本医師連盟”
手塚治虫のマンガ「ブラック・ジャック」では、主人公と事あるごとに対立し、総理大臣をもしのぐ絶大な権力を持つ組織として描かれている。おそらく日本医師会を念頭に置いていると推測されるが、作中ではブラック・ジャックへの医師資格を認めることを審査するなど、実在の日本医師会や日本医師連盟の権限・活動内容とは遠くかけ離れており（医師免許は厚生労働大臣（連載当時は「厚生大臣」）によって与えられる国家資格であり、個人に対する資格の授与に際して日本医師会もしくは日本医師連盟の意向が反映されることはない）、本作中の「日本医師連盟」は実在の組織とは関係のない架空の組織（フィクション）である。